# Israel vid världsmästerskapen i friidrott 2022
Israel tävlade vid världsmästerskapen i friidrott 2022 i Eugene i USA mellan den 15 och 24 juli 2022. Israel hade en trupp på 10 idrottare, varav fyra herrar och sex damer.
Den 18 juli 2022 tog kenyanskfödda Lonah Chemtai Salpeter brons i damernas maratonlopp, vilket var Israels totalt fjärde medalj genom tiderna i friidrotts-VM.

## Medaljörer
| Medalj | Idrottare              | Gren             | Datum   |
| ------ | ---------------------- | ---------------- | ------- |
| Brons  | Lonah Chemtai Salpeter | Damernas maraton | 18 juli |

## Resultat

### Herrar
Gång- och löpgrenar
| Idrottare     | Gren    | Final    | Final     |
| Idrottare     | Gren    | Resultat | Placering |
| ------------- | ------- | -------- | --------- |
| Haimro Alame  | Maraton | 2:17.05  | 48        |
| Tesama Moogas | Maraton | 2:11.36  | 25        |
| Tesama Moogas | Maraton | 2:07.59  | 11        |

Teknikgrenar
| Idrottare           | Gren     | Kval    | Kval      | Final   | Final     |
| Idrottare           | Gren     | Distans | Placering | Distans | Placering |
| ------------------- | -------- | ------- | --------- | ------- | --------- |
| Yonathan Kapitolnik | Höjdhopp | 2,28 m  | 8 0q0     | 2,24 m  | 11        |

### Damer
Gång- och löpgrenar
| Idrottare              | Gren               | Försöksheat   | Försöksheat | Semifinal        | Semifinal        | Final            | Final            |
| Idrottare              | Gren               | Resultat      | Placering   | Resultat         | Placering        | Resultat         | Placering        |
| ---------------------- | ------------------ | ------------- | ----------- | ---------------- | ---------------- | ---------------- | ---------------- |
| Diana Vaisman          | 100 meter          | 11,29         | 29          | Gick inte vidare | Gick inte vidare | Gick inte vidare | Gick inte vidare |
| Selamawit Teferi       | 5 000 meter        | 15.44,30 0SB0 | 26          | —                | —                | Gick inte vidare | Gick inte vidare |
| Lonah Chemtai Salpeter | Maraton            | —             | —           | —                | —                | 2:20.18          | 3                |
| Maor Tiyouri           | Maraton            | —             | —           | —                | —                | 2:31.54 0PB0     | 23               |
| Adva Cohen             | 3 000 meter hinder | 9.44,74       | 35          | —                | —                | Gick inte vidare | Gick inte vidare |

Teknikgrenar
| Idrottare               | Gren    | Kval    | Kval      | Final            | Final            |
| Idrottare               | Gren    | Distans | Placering | Distans          | Placering        |
| ----------------------- | ------- | ------- | --------- | ---------------- | ---------------- |
| Hanna Knyazyeva-Minenko | Tresteg | 14,11 m | 15        | Gick inte vidare | Gick inte vidare |